# Neelix
Pour le musicien électronique allemand, voir Neelix (musique).
Neelix est un personnage fictif de Star Trek, interprété par Ethan Philips, qui apparait de manière récurrente dans la série télévisée Star Trek: Voyager, diffusée à partir de 1995. Ancien marchand talaxien, il devient chef cuisinier à bord du vaisseau spatial USS Voyager et spécialiste du Quadrant Delta.
Il grandit sur Rinax, lune de Talax. Dès le début de la série, il est impliqué sentimentalement avec Kes, jusqu'à leur séparation dans l'épisode 10 de la saison 3, Le seigneur de guerre. Sa famille et une partie de sa race ont été exterminées en 2356 par une arme de destruction massive des Haakoniens, la cascade métréon.
Sa connaissance du Quadrant Delta fait de lui un allié précieux lors du premier contact avec les nouveaux peuples rencontrés. Plus tard, la capitaine Kathryn Janeway le nommera Ambassadeur de la Fédération dans le Quadrant Delta, titre purement honorifique et marque de reconnaissance pour les services rendus à l'équipage.
Dans la saison 7,  l'U.S.S. Voyager ayant retrouvé des Talaxiens exilés loin de leur planète d'origine, Neelix fait la connaissance de Dexa. Après une longue hésitation, il choisit de quitter, non sans un certain regret, l'U.S.S. Voyager, afin de vivre parmi les siens. Il restera en contact avec ses amis du Voyager aussi longtemps que les communications inter spatiales le permettront.